# Academy Award Review of Walt Disney Cartoons
Academy Award Review of Walt Disney Cartoons é um filme de animação de Walt Disney lançado nos Estados Unidos em 19 de maio de 1937 por um tempo limitado para ajudar a promover o lançamento de Branca de Neve e os Sete Anões. É uma coleção de cinco curtas Silly Symphonies vencedores do Oscar, que vinha com os títulos e um narrador. Como As Aventuras do Ursinho Puff, cada desenho teve sua estreia antes de serem fundidos em um único filme. Os desenhos são vendidos separadamente hoje em DVD.[carece de fontes?]
Com aproximadamente 41 minutos, o filme não parece suprir os requisitos hoje para um longa-metragem. No entanto, Alô, Amigos, com 42 minutos de duração e parece não se encaixar no critério, é considerado pela Disney como um de seus Longas de Animação Clássicos (a definição oficial de longa-metragem da BFI, AMPAS e AFI requer que o filme tenha mais de 40 minutos). Quando exclui-se as cenas em live-action entre as cenas animadas, o total da quantidade de animação pura em Alô, Amigos é ainda menor do que a de Academy Award Review of Walt Disney Cartoons. O livro oficial Disney A to Z: The Official Encyclopedia de Dave Smith, no entanto, não inclui o filme na lista dos longas.[carece de fontes?]
Academy Award Review of Walt Disney Cartoons foi relançado e aprimorado com mais quatro curtas em 1966 sem narração.
Ambas as versões do filme foram lançadas no Japão em Laserdisc em 21 de junho de 1985.

## Segmentos
O filme original consiste nos seguintes cinco curtas:
- Flowers and Trees (1932)
- Three Little Pigs (1933)
- The Tortoise and the Hare (1934)
- Three Orphan Kittens (1935)
- The Country Cousin (1936)

Os curtas a seguir são os adicionados no relançamento em 1966:
- The Old Mill (1937)
- Ferdinand the Bull (1938)
- The Ugly Duckling (1939)
- The Reluctant Dragon (1941)